# 旧加島銀行池田支店
旧加島銀行池田支店（きゅうかじまぎんこういけだしてん）は大阪府池田市にある歴史的建造物。上記の銀行支店として建設されたが、現在は「河村商店」である。

## 概要
2007年（平成19年）4月29日に開館した「落語みゅーじあむ」を核に、アーケードを撤去してレトロな街並みを再現している能勢街道に面して建っている。
1918年（大正7年）の木造モルタル2階建ての建築だが、石と赤煉瓦の外観で組積造風に見せ、窓上や柱型上部には装飾を設け、正面西側部分にはマンサード屋根の破風を設けて塔屋風に見せている。設計には辰野金吾も加わっており、登録有形文化財に登録されている。

## 交通アクセス
- 阪急宝塚本線池田駅から、北西に徒歩7分。